# 安城市体育館
安城市体育館（あんじょうしたいいくかん）は、愛知県安城市の安城市総合運動公園にある体育館。

## 概要
命名権名称（ネーミングライツ）は東祥アリーナ安城（とうしょうアリーナあんじょう）。バスケットボールなどに利用されている。
安城市にはかつて男子バスケ・B3リーグのアイシン アレイオンズが本拠地を置いており、B3リーグの試合が開催されることがあった。また女子バスケ・WJBLのアイシン ウィングスも本拠地を置いており、WJBLの試合が開催されることもある。

## 歴史
- 1979年（昭和54年）1月21日：安城市総合運動公園内に安城市体育館が完成[1][2]。
- 1992年（平成4年）：改修工事[3]。
- 1994年（平成6年）：第49回国民体育大会ではバスケットボール競技少年女子を開催。
- 2017年（平成29年）6月 - 2018年（平成30年）3月：大規模改修工事[4]。
- 2019年（令和元年）10月1日：命名権名称（ネーミングライツ）が東祥アリーナ安城となる[5]。安城市に本社を置く東祥が2029年（令和11年）9月30日までの命名権を取得。

## 施設
- アリーナ - 50メートル×38メートル[1]。床面積1,980 m2[1]。固定観客席996席[1]。
- 卓球場
- 剣道場
- 柔道場
- 弓道場

## 交通手段
バス
- JR東海道本線 安城駅から名鉄バスで「総合運動公園」下車。
- 名鉄名古屋本線・西尾線 新安城駅から名鉄バスで「総合運動公園」下車。

徒歩
- 名鉄西尾線 北安城駅から徒歩で約10分。
- 名鉄名古屋本線・西尾線 新安城駅から徒歩で約20分。
- JR東海道本線 安城駅から徒歩で約20分。